# Spilichneumon pelloponesius
Spilichneumon pelloponesius är en stekelart som beskrevs av Heinrich 1972. Spilichneumon pelloponesius ingår i släktet Spilichneumon och familjen brokparasitsteklar. Inga underarter finns listade i Catalogue of Life.